# 森特勒爾鎮區 (密蘇里州巴頓縣)
森特勒爾鎮區（英語：Central Township）是位於美國密蘇里州巴頓縣的一個行政鎮區。

## 地方資料
森特勒爾鎮區的面積為141.13平方千米，當中陸地面積為140.75平方千米，而水域面積為0.78平方千米。根據2020年美國人口普查的數據，當地共有人口521人，而人口密度為每平方千米3.69人。